# Partido Comunista Obrero Ruso - Partido Revolucionario de los Comunistas
El Partido Comunista Obrero Ruso - Partido Revolucionario de los comunistas (en ruso: Российская коммунистическая рабочая партия - Революционная партия коммунистов, romanizado: Rossiiskaya Kommunističeskaya Rabotsaya Partiya – Revolyutsionnaya Partiya Kommunistov; RKRP-RPK) es un partido político comunista de Rusia.
El partido se estableció en octubre de 2001 a través de la unificación del Partido Comunista Obrero Ruso y el Partido de los Comunistas de Rusia, con el objetivo de resucitar al socialismo y la Unión Soviética.
El PCOR-PRC estuvo liderado por Viktor Tyulkin, quien fue copresidente con Anatolii Kriuchkov hasta que el último falleció en 2005.
En las elecciones de 1999 para la Duma Estatal, el partido recibió un 2,2 % de los sufragios, lo que representó un total de 1 481 890 votos.

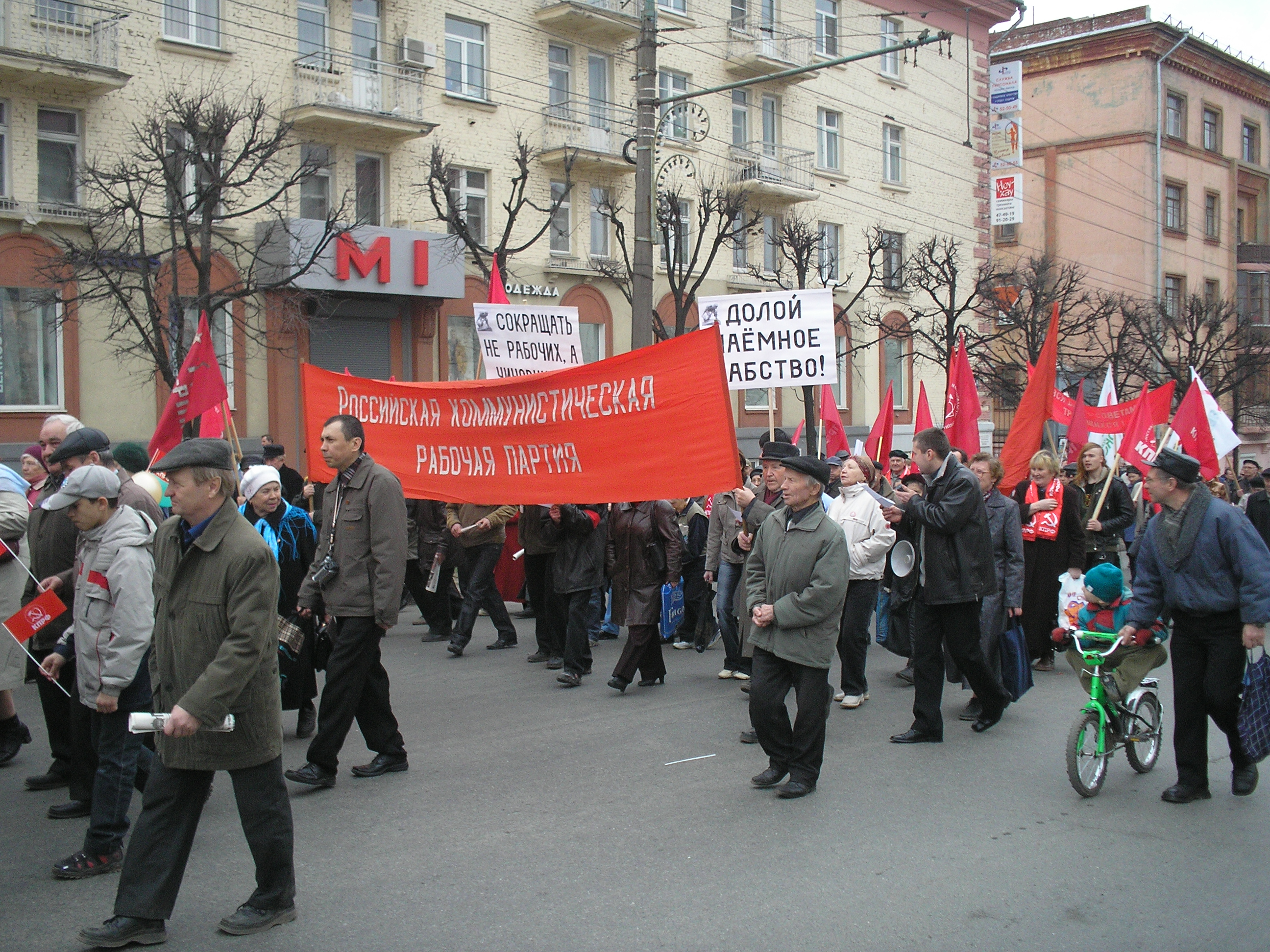
Columna del PCOR-PRC en una demostración el Primero de mayo en Izhevsk.

El PCOR-PRC considera que el Partido Comunista de la Federación Rusa (PCFR) es demasiado reformista, pero en el período de las elecciones parlamentarias de 2003, los líderes del partido decidieron firmar un acuerdo con el PCFR con el fin de no dispersar el voto comunista.
El partido publicaba el periódico Trudovaja Rossija (Трудовая Россия; «Rusia Trabajadora») y la revista Sojuz Sovetskij (Советский Союз; «Unión Soviética»).
El PCOR-PRC afirma haber apoyado todas las grandes ocupaciones y huelgas ocurridas en Rusia.
El partido tiene vínculos con el sindicato «Zashchita» y tiene alrededor de 55 000 miembros (2006).
La organización juvenil del PCOR-PRC se llama Liga de la Juventud Comunista Revolucionaria (bolchevique) y es una de las organizaciones comunistas juveniles más activas en Rusia. La LJCR (bolchevique) esta dirigida por Alexander Batov.
En 2007, el Ministerio de Justicia canceló el registro del partido. En 2010, el RCWP-PCUS cofundó el partido político registrado en Rusia Frente Unido del Trabajo Ruso (Frente ROT), dirigido por Viktor Tyulkin. En abril de 2012, el partido adoptó su nombre actual.